# Campo Aceval
Campo Aceval es un municipio paraguayo ubicado en el Departamento de Presidente Hayes, a unos 400 km de Asunción, sobre la ruta D090 "Ruta de la leche", en pleno Chaco Paraguayo.
El distrito es conocido como "La capital de los Fortines", ya que en la zona existen más de 15 fortines militares y lugares históricos de la época de la Guerra del Chaco (1932 - 1935), algunos de ellos son: el Fortín Gondra, Fortín Nanawa, Campo Vía, Fortín Falcón, Pozo Favorito, Fortín Campo Aceval, Fortín Ávalos Sánchez, Rancho 8, entre otros.

## Historia
Desde 1905 Bolivia empezó a ocupar silenciosamente el Chaco Boreal, que en ese entonces estaba en disputa con Paraguay, creando pequeños fuertes militares conocidos como "fortines". Por lo que Paraguay respondió también fundando fortines para contrarrestar el avance del ejército boliviano.
El 15 de agosto de 1928 el teniente 1º Juan Tomás González Ferreira del ejército paraguayo fundó el Fortín Manuel Gondra, en cercanías de la actual ubicación de Campo Aceval.
Entre 1932 y 1935 estalló la Guerra del Chaco y a pocos kilómetros de Campo Aceval se libraron batallas importantes como las de Nanawa, Gondra, Alihuatá, Campo vía, entre otras, tras las cuales todos los fortines bolivianos de la zona quedaron en manos paraguayas.
Del 16 de abril al 19 de abril de 1933 se libró en el lugar la batalla de Campo Aceval, un combate donde una patrulla paraguaya compuesta por el Regimiento de Infantería Nº4 “Curupayty” y el Regimiento de Infantería Nº17 “Yataity Corá" se enfrentaron y vencieron a fuerzas bolivianas superiores en número que pretendían avanzar por ese camino para llegar a la retaguardia del ejército paraguayo principal.
En 1938 se firmó el Tratado de paz, amistad y límites entre Bolivia y Paraguay, donde la actual zona de Campo Aceval quedó definitivamente dentro del territorio paraguayo.
En el año 1977 las tierras de Campo Aceval fueron expropiadas a un terrateniente y desde entonces se asentaron nuevas familias que fundaron pequeñas colonias productoras de leche en la zona.
En el año 2005 se buscó la creación de un distrito propio en la zona con sede en Campo Aceval o en Teniente Irala Fernández, eligiéndose esta última como sede para la municipalidad, por lo que los habitantes de Campo Aceval quedaron insatisfechos, ya que se quedaban al margen del nuevo distrito.
Por lo que, el 28 de octubre de 2018 los pobladores de Campo Aceval formaron una nueva comisión para solicitar la separación del municipio madre de Teniente Irala Fernández y crear su propio distrito, para conseguir una mayor autonomía y poder gobernarse mejor.

Esto se consiguió finalmente el 17 de junio de 2020, cuando se creó por ley el municipio de Campo Aceval, como un desprendimiento de Teniente Irala Fernández.

## Geografía
Campo Aceval se encuentra en el Chaco Central. Al oeste y noroeste limita con Boquerón (Neuland), al norte y noreste con Teniente Primero Manuel Irala Fernández, al este con la zona rural de Pozo Colorado. Al sureste y sur con la zona rural de Teniente Esteban Martínez, y al suroeste con la zona rural de Fortín General Díaz, respectivamente.
| Noroeste: Boquerón            | Norte: Teniente Primero Manuel Irala Fernández | Nordeste: Teniente Primero Manuel Irala Fernández |
| Oeste: Boquerón               |                                                | Este: Pozo Colorado                               |
| Suroeste: Fortín General Díaz | Sur: Teniente Esteban Martínez                 | Sureste: Teniente Esteban Martínez                |

## Clima
El clima de Campo Aceval según el sistema de clasificación de Köppen se puede clasificar como clima tropical de sabana, llegando la temperatura máxima en verano a los 44 °C y en invierno hasta los 0 °C. Siendo la temperatura media de 26 °C. Se caracteriza por tener un invierno seco y un verano con algunas lluvias.

## Infraestructura
Actualmente la infraestructura del lugar es deficiente, pero con el asfaltado de la Ruta D090 se espera que la zona empiece a crecer y desarrollarse rápidamente en los próximos años, ya que es una zona muy productiva de lácteos en el Chaco Paraguayo.
El lugar cuenta con algunas instituciones públicas como: una comisaría local, un juzgado de paz, una institución educativa (Escuela Básica N.º 1803 San Juan Bautista de la Salle) y un centro de salud (Unidad de Salud Familiar de Campo Aceval).
También cuenta con algunos locales comerciales y empresas privadas que suplen las necesidades básicas de los habitantes y viajeros que pasan por la comunidad, como por ejemplo: una cooperativa, minimercados, estaciones de servicio, farmacias, talleres mecánicos, locales gastronómicos, hospedajes, un colegio privado, etc.
Por el territorio del municipio pasa también la ruta PY05, que actualmente es de tierra en esta parte de su recorrido.